# 悲傷布蘭妮
《悲傷布蘭妮》（英语：From the Bottom of My Broken Heart），是美国女歌手布兰妮·斯皮尔斯的一首歌曲，收录于她的首张录音室专辑《愛的再告白》中。歌曲于1999年12月15日作为专辑的第5支单曲发行。
《悲傷布蘭妮》獲得褒貶不一的評價，部分評論家認爲這首歌是一首經典的熱門單曲，但亦有評論家認為這是一首僅關於接吻的平庸歌曲。歌曲獲得一般的商業成功，在美國Billboard Hot 100榜上最高為第14位。在大洋洲地區，歌曲最高登上澳洲單曲榜第37位以及紐西蘭單曲榜第23位。歌曲在2000年3月28日獲美國唱片業協會認證為白金唱片。歌曲的音樂錄影帶由葛雷格萊·達爾克執導拍攝，在1999年12月17日發布。錄影帶描繪了斯皮爾斯在準備離家出走時收拾行李，並感到沮喪，因爲她知道她會想念她的初戀。發布後在媒體引起了爭議，他們指責斯皮爾斯請了一名成人電影製片人來執導。

## 曲目列表
| - 澳大利亚CD单曲 1. 《悲傷布蘭妮》 (电台版) – 4:34 2. 《(你让我)神魂颠倒》 (Jazzy Jim嘻哈混音版) – 3:40 3. 《好想好想》 – 3:35 4. 《有时候》 (Answering Machine Message) – 0:25 - 增强型CD单曲 1. 《悲傷布蘭妮》 (电台版) – 4:34 2. 《(你让我)神魂颠倒》 (Jazzy Jim嘻哈混音版) – 3:40 3. 《只要你快樂》 (音乐录像带) – 3:35 4. 《悲傷布蘭妮》 (音乐录像带) – 4:34 | - 12英寸黑胶唱片 1. 《悲傷布蘭妮》 (Ospina's Millennium放克混音版) – 3:29 2. 《悲傷布蘭妮》 (Ospina's Millennium放克混音版伴奏) – 3:29 3. 《悲傷布蘭妮》 (电台版) – 4:34 - 《妮裳十年-冠軍全紀錄》 盒装单曲 1. 《悲傷布蘭妮》 (电台版) – 4:34 2. 《好想好想》 – 3:35 |

## 榜单成绩与销售认证
| 榜单 (2000年)                        | 最高排位 |
| ------------------------------------ | -------- |
| 澳大利亚（澳大利亚唱片业协会單曲榜） | 37       |
| 加拿大RPM单曲榜                      | 25       |
| 新西兰（新西兰唱片音乐协会单曲榜）   | 20       |
| 英国官方单曲榜                       | 174      |
| 美国告示牌百强单曲榜                 | 14       |

| 榜单 (2000年)        | 成绩 |
| -------------------- | ---- |
| 美国告示牌百强单曲榜 | 77   |

| 榜单 (2000年–2009年) | 成绩 |
| -------------------- | ---- |
| 美国告示牌销售单曲榜 | 8    |

| 地區                   | 认证 | 认证单位/销量 |
| ---------------------- | ---- | ------------- |
| 美国（美國唱片業協會） | 白金 | 1,000,000^    |
| ^僅含認證的出貨量      |      |               |

## 发行历史
| 地区 | 日期           | 形式     | 厂牌 |
| ---- | -------------- | -------- | ---- |
| 美国 | 1999年12月15日 | 主流电台 | Jive |
| 美国 | 2000年2月8日   | CD单曲   | Jive |